# Маячка (балка)
Маячка (рос. Б. Маячка) — балка (річка) в Україні у Василівському районі Запорізької області. Ліва притока Дніпра (басейн Дніпра).

## Опис
Довжина балки приблизно 8,66 км, найкоротша відстань між витоком і гирлом — 8,36 км, коефіцієнт звивистості річки — 1,04. Формується багатьма балками та декількома загатами. На деяких ділянках балка пересихає.

## Розташування
Бере початок у селі Ясна Поляна. Тече переважно на північний захід через Великий Луг (національний природний парк) і на північно-східній околиці села Маячка впадає в річку Дніпро (Каховське водосховище).

## Історія
У XIX столітті балка Маячка впадала в річку Кіньську (рос. Р. Конская), на місці якої та інших річок у минулому столітті створено Каховське водосховище.

## Цікаві факти
- У пригирловій частині балку перетинає автошлях Т 0817[2] (автомобільний шлях територіального значення в Запорізькій області. Проходить територією Василівського та Веселівського районів через Василівку — Дніпрорудне — Веселе. Загальна довжина — 40,5 км).
- У XIX столітті навколо балки існувало багато колоній та скотних дворів[1].